# The Gift (The Sarah Jane Adventures)
Pour les articles homonymes, voir The Gift.
The Gift (Le Cadeau) est le sixième épisode de la troisième saison de la série britannique de science-fiction The Sarah Jane Adventures.

## Synopsis
Récompensée pour ses actions de défense de la Terre contre les Slitheens Sarah Jane Smith se voit offrir par leurs ennemis, les Blathereens, une mystérieuse plante.

### Première partie
Alors que les Slitheens cherchent à détruire la Terre afin de la transformer en un immense diamant, Sarah Jane Smith et ses amis se voient offrir l'aide d'autres Raxacoricofallapatoriens, les Blathereens. Insistant pour manger avec les êtres humains, les Blathereens offrent à Sarah Jane Smith une plante nutritive, la Rakweed, qui survit dans tous les sols et qui pourrait aider les terriens à vaincre la faim dans le monde. Sarah Jane hésite, Rani pense que ça pourrait être une chance et Clyde est méfiant. Après une nuit passée, à la lumière du jour, la plante fait sortir des spores qui se dispersent à travers le quartier. Avalant ces spores, Luke devient rapidement malade. Au même moment, Clyde cache K-9 sous un bureau afin qu'il l'aide à tricher aux examens. Chez Sarah Jane Mr Smith analyse les spores, ils peuvent plonger dans un coma quiconque les respire. Sortant de la plante, un essaim de spore se dirige vers eux.

### Seconde partie
Avant de les atteindre, les spores sont aspirés par les ventilateurs de Mr Smith. La plante se répand à travers la ville, donnant de plus en plus de malades. Au collège, la prof chargée de surveiller les examens de Rani et Clyde, s'écroule après avoir respiré des spores vénéneux et à la suite du mouvement de panique générale, Rani, Clyde et K-9 sont bloqués à l'intérieur du collège. Sarah Jane décide de se téléporter dans le vaisseau des Blathereens situés en Antarctique. Ceux-ci sont complètement accros à la Rakweed et espère que la Terre sera contaminé afin de pouvoir en faire commerce sur d'autres planètes. Ils se révèlent être une branche dissidente des Blathereens mariés avec les Slitheens. Sarah Jane parvient à s'échapper et à revenir chez elle. Pendant ce temps, Rani et Clyde sont témoins d'une plante s'étant détruit une fois la sonnerie de l'école poussée. La plante Rakweed doit communiquer par le son pour survivre et les sons trop fort les tuent. Informée, Sarah Jane Smith pousse Mr Smith afin qu'il fasse sonner les portables, les alarmes, les radios-réveils et tous les appareils bruyant de Londres, ce qui détruit la plante. Se téléportant dans le grenier de Sarah Jane, les Blathereens explosent sous l'impulsion d'une sonnerie poussé par Mr Smith : la Rakweed qu'ils ont avalée sensible au bruit les a fait imploser.

## Continuité
- Au début de l'épisode, Sarah Jane et ses amis poursuivent le jeune Slitheen car il détient un objet appartenant à l'institut Pharos (The Lost Boy, The Day of the Clown).

### Continuité avec le Whoniverse
- Sarah Jane a déjà « visité » l'Antarctique avec le quatrième Docteur dans l'épisode The Seeds of Doom (1976).
- Les Blathereens sont déjà apparus dans un roman dérivé de la série Doctor Who nommé The Monster Inside.
- Les Slitheens mettent en avant leur système solaire nommé « l'alliance Raxa » dont les planètes sont Raxacoricofallapatorius, Clom (L.I.N.D.A) et Plix.
- L'utilisation de Mr Smith pour hacker tous les systèmes du monde rappelle cette même utilisation dans La Fin du voyage.
- L'idée de réduire la Terre à l'état de diamant est aussi l'idée de Baltazar au début du dessin animé de Doctor Who The Infinite Quest.

## Dans la culture
- Rani et Clyde sont littéralement « sauvés par le gong », clin d'œil à la télésérie Sauvés par le gong.